# 吉珀拉特
吉珀拉特是德国莱茵兰-普法尔茨州的一个市镇。总面积4.87平方公里，总人口250人，其中男性132人，女性118人（2011年12月31日），人口密度51人/平方公里。